# Isfara (dystrykt)
Isfara (tadż. Ноҳияи Исфара, pers. ناحیۀ اسفره) - dystrykt w wilajecie sogdyjskim w Tadżykistanie, graniczący z Uzbekistanem na północy (Kotlina Fergańska) oraz z Kirgistanem na południu. Jego stolicą jest miasto Isfara. Z dystryktu Isfara pochodzi większość produkowanej przez Tadżykistan ropy naftowej.

## Podział administracyjny
Dystrykt dzieli się na 9 dżamoatów:
- Nawgilem
- Konabad
- Kulkent
- Szahrak
- Czilgazi
- Lakkon
- Surk
- Czorku
- Woruch